# Zlatko Crnković (glumac)
Zlatko Crnković (Kastav, 27. svibnja 1936. – Zagreb, 14. veljače 2012.) bio je hrvatski kazališni, televizijski i filmski glumac.

## Životopis
Zlatko Crnković rodio se u Kastvu 1936. godine. Osnovnu školu završio je u Mrkoplju, a gimnaziju u Delnicama. Glumom se je počeo baviti u gimnaziji, a na Akademiju dramske umjetnosti u Zagrebu primljen je 1955. godine. Iste godine postao je i suradnikom Radio Zagreba.
Članom zagrebačkoga HNK bio je više od tri desetljeća (od 1958. do 1989. godine). 1989. godine potpuno se posvetio profesorskom radu na Akademiji gdje je kao redoviti profesor predavao scenski govor na Odsjeku glume.
Crnković je u kazalištu ostvario više od 150 uloga. 
Objavio je CD "Zlatko Crnković govori Goloba u izboru Mladena Pavkovića", za koji je glazbu napisao Rajko Dujmić, (2004.), dok je Mladen Pavković objavio i monografiju "Zlatko Crnković" (2005.) te dokumentarni film - "Zlatko Crnković".
Umro je u Zagrebu, 14. veljače 2012. godine.

## Filmografija

### Televizijske uloge
- "Bitange i princeze" kao sudac (2005.)
- "Olujne tišine" kao Aleksandar pl. Radočaj (1997.)
- "Putovanje u Vučjak" kao Šipušić (1986.)
- "Nikola Tesla" kao Ben Johnson (1977.)
- "U registraturi" kao župnik (1974.)
- "Kuda idu divlje svinje" kao Veno (1971.)

### Filmske uloge
- "Mrak" kao djed (2011.)
- "Tu" kao Josip (2003.)
- "Duga ponoć" kao župnik (2003.)
- "Kuća duhova" kao Illustrissimus (1998.)
- "Čudnovate zgode šegrta Hlapića" kao pripovjedač (1997.)
- "Proljeće Ivana B." (1995.)
- "Gospa" kao Zoran Ranković (1994.)
- "Kamenita vrata" (1992.)
- "Luka" (1992.)
- "Vila Orhideja" kao ujak (1988.)
- "Olujna noć" (1987.)
- "Nitko se neće smijati" kao Hofman (1985.)
- "Horvatov izbor" (1985.)
- "Heda Gabler" (1985.)
- "Pod starim krovovima" (1984.)
- "Ifigenija u Aulidi" (1983.)
- "Ustrijelite Kastora" (1982.)
- "Obiteljski album" (1981.)
- "Poglavlje iz života Augusta Šenoe" (1981.)
- "Obustava u strojnoj" (1980.)
- "Dekreti" (1980.)
- "Ljubica" (1979.)
- "Istarska rapsodija" (1978.)
- "Car se zabavlja" (1975.)
- "Timon" (1973.)
- "Okreni leđa vjetru" (1972.)
- "Kainov znak" (1970.)
- "Ožiljak" (1969.)
- "Mirotvorci" (1966.)
- "Mokra koža" (1966.)
- "Nevesinjska puška" (1963.)
- "Opasni put" kao Willy (1963.)
- "Martin u oblacima" kao inspektor (1961.)
- "Siva bilježnica" (1961.)
- "Pustolov pred vratima" (1961.)
- "Kota 905" (1960.)
- "Vlak bez voznog reda" (1959.)
- "Naši se putovi razilaze" (1957.)

### Sinkronizacija
- "Legenda o medvjedu" kao Stari Denahi/Pripovjedač (2003.)

## Nagrade
- 2003. – Zlatna arena za najbolju glavnu mušku ulogu u filmu "Tu".[2]
- 2011. – Nagrada hrvatskog glumišta za životno djelo.[3]

## Vanjske poveznice
- Crnković, Zlatko Hrvatska enciklopedija. LZMK
- Matica.hr / Vijenac 469 – In memoriam Zlatku Crnkoviću: Arhetipski glas, jeka svemira  Arhivirana inačica izvorne stranice od 21. svibnja 2017. (Wayback Machine)
- Dalje.com – Hrvatski glumci opraštaju se od doajena hrvatskog glumišta Zlatka Crnkovića  Arhivirana inačica izvorne stranice od 6. lipnja 2015. (Wayback Machine)
- Jutarnji.hr – Tomislav Čadež: »Zlatko Crnković: Emotivni glumac osobitog baritona«  Arhivirana inačica izvorne stranice od 6. ožujka 2016. (Wayback Machine)
- Večernji.hr – Maja Pejković-Kaćanski: »Zlatko Crnković: Kazalište je najljepša hrana za glumca«
- Zlatko Crnković u internetskoj bazi filmova IMDb-u (engl.)